# بامبله
بامبله (بالنرويجية: Bamble)‏ هي بلدية في مقاطعة تلمارك، النرويج. تُعد جزءاً من منقطة غرنلاند التقليدية. المركز الإداري للبلدية هي قرية لانغسوند.